# Борго Санта Маргерита (Тревизо)
Борго Санта Маргерита је насеље у Италији у округу Тревизо, региону Венето.
Према процени из 2011. у насељу је живело 32 становника. Насеље се налази на надморској висини од 129 м.